# اسکار کورتس
اسکار کورتس (اسپانیایی: Óscar Cortés‎؛ زادهٔ ۱۹ اکتبر ۱۹۶۸) بازیکن فوتبال اهل کلمبیا بود.
از باشگاه‌هایی که در آن بازی کرده‌است می‌توان به باشگاه ورزشی دیپورتیوو کالی اشاره کرد.
وی همچنین در تیم ملی فوتبال کلمبیا بازی کرده‌است.